# Guillermo Casali
Guillermo Casali fue un actor que nació en Corrientes, Argentina y se desempeñó en el cine y el teatro. Comenzó su actividad artística como acróbata en el Circo Casali y, todavía joven, se desempeñó como galán en el Teatro Ópera de Buenos Aires. En el teatro trabajó junto a José Olarra, Camila Quiroga y Blanca Podestá, entre otros. Se recuerdan como sus mejores actuaciones en el teatro las realizadas en Un guapo del 900 y en El barro humano. Su debut en cine fue en 1934 en Calles de Buenos Aires, dirigido por José Agustín Ferreyra, donde también intervino como compositor, y su último filme fue Apenas un delincuente (1949).

## Filmografía
Actor
- Apenas un delincuente    (1949)
- El viejo Hucha  (1942)
- Tierra adentro (1941) …Nicanor Cuevas
- El cantor del circo (1940)
- Sombras en el río  (1939)
- El conventillo de la Paloma    (1936)
- Juan Moreira  (1936)
- Picaflor (1935)
- Calles de Buenos Aires  (1934)

Compositor
- Calles de Buenos Aires  (1934)  (como Galiano Morales Casali)